# Guéssélbodi Dabaga
Guéssélbodi Dabaga (auch: Guéselbodi, Guéssélbodi, Guéssél Bodi) ist ein Dorf in der Landgemeinde N’Dounga in Niger.

## Geographie

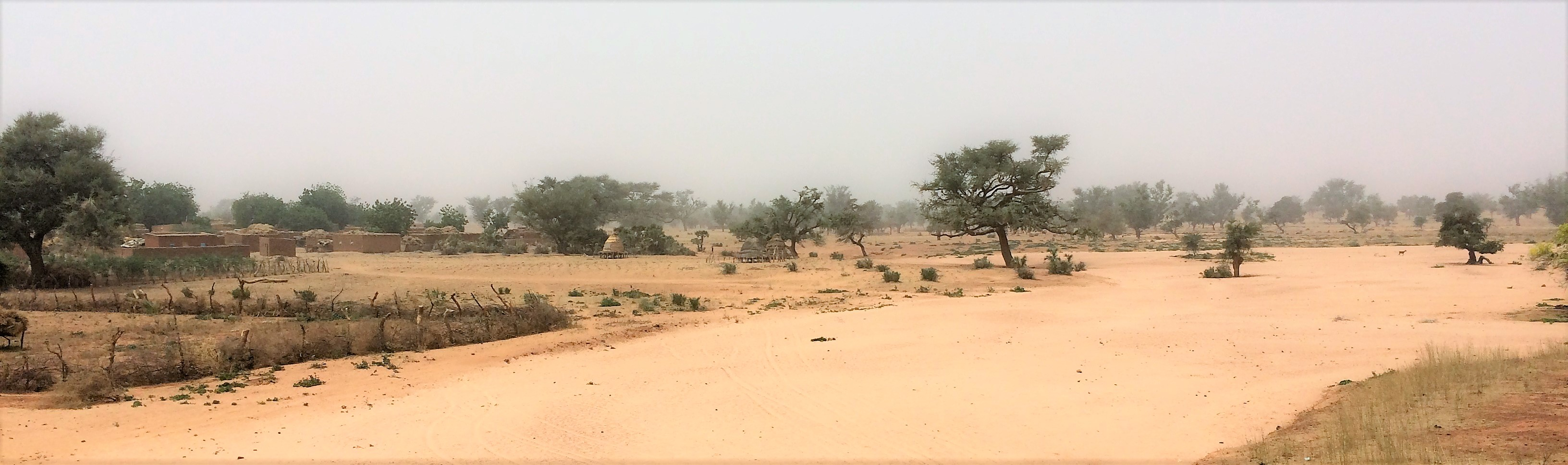
Ortsansicht von Guéssélbodi Dabaga (2019)

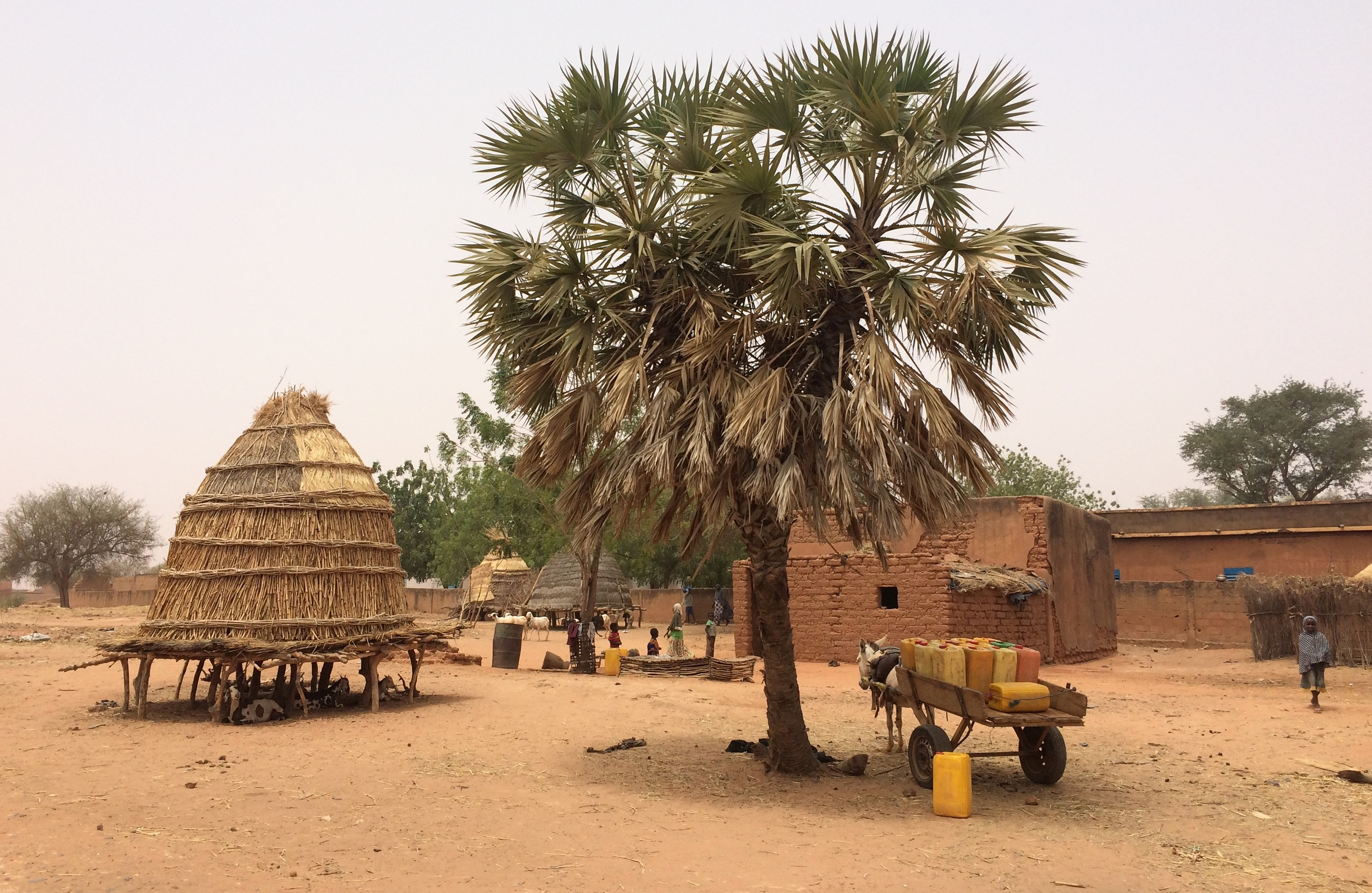
Wohnhäuser und Lagerschuppen in Guéssélbodi Dabaga (2019)

Das von einem traditionellen Ortsvorsteher (chef traditionnel) geleitete Dorf befindet sich rund zwölf Kilometer nordöstlich des Hauptorts Fandobon der Landgemeinde N’Dounga, die zum Departement Kollo in der Region Tillabéri gehört. Zu weiteren Siedlungen in der Umgebung von Guéssélbodi Dabaga zählen Kokoïrey Peulh im Osten, Kollo im Süden und Sorey Béné im Westen.
Guéssélbodi Dabaga ist Teil der Übergangszone zwischen Sahel und Sudan. Die durchschnittliche jährliche Niederschlagshöhe beträgt hier zwischen 500 und 600 mm. Die Forêt classée de Guéssélbodi ist ein 5100 Hektar großes und unter Naturschutz stehendes Waldgebiet beim Dorf. Es dient der Gewinnung von Brenn- und Nutzholz und schützt die Hauptstadt Niamey vor starken Winden. Die dominierenden Pflanzenfamilien sind Flügelsamengewächse und Hülsenfrüchtler. Im Dorf wurden die Vogelarten Heuschreckenbussard (Butastur rufipennis), Rostbrust-Rötelschwalbe (Cecropis semirufa), Wiesenweihe (Circus pygargus) und Fischadler (Pandion haliaetus) beobachtet.

## Geschichte
Die Forêt classée de Guéssélbodi wurde am 12. Januar 1948 unter Schutz gestellt. Sie sollte die damalige französische Kolonialverwaltung mit Holzkohle versorgen. Nach der Unabhängigkeit Nigers wurde hier Holz für die Kasernen in Niamey gewonnen. Das „Guéssélbodi-Experiment“ war ein ab 1981 durchgeführter Modellversuch zum Management natürlicher Ressourcen in der Sahelzone. Das Projekt wurde von der United States Agency for International Development finanziert. Dabei wurde versucht, 5000 Hektar Buschland bei Guéssélbodi unter Beteiligung der Bevölkerung und Berücksichtigung der örtlichen Gepflogenheiten zu bewirtschaften und zugleich auf nachhaltige Erträge, Erhaltung der biologischen Vielfalt und Bodenschutz zu achten.
Ab 2014 wurde die Bahnstrecke Niamey–Dosso mit einer Haltestelle in Guéssélbodi Dabaga errichtet. Der regelmäßige Bahnverkehr wurde nach der Eröffnung Anfang 2016 jedoch nie aufgenommen. Laut einer Erhebung vom September 2022 lebten in Guéssélbodi Dabaga 182 interne Vertriebene aus 26 Haushalten.

## Bevölkerung
Bei der Volkszählung 2012 hatte Guéssélbodi Dabaga 1468 Einwohner, die in 176 Haushalten lebten. Bei der Volkszählung 2001 betrug die Einwohnerzahl 528 in 66 Haushalten und bei der Volkszählung 1988 belief sich die Einwohnerzahl auf 1580 in 206 Haushalten.

## Wirtschaft und Infrastruktur

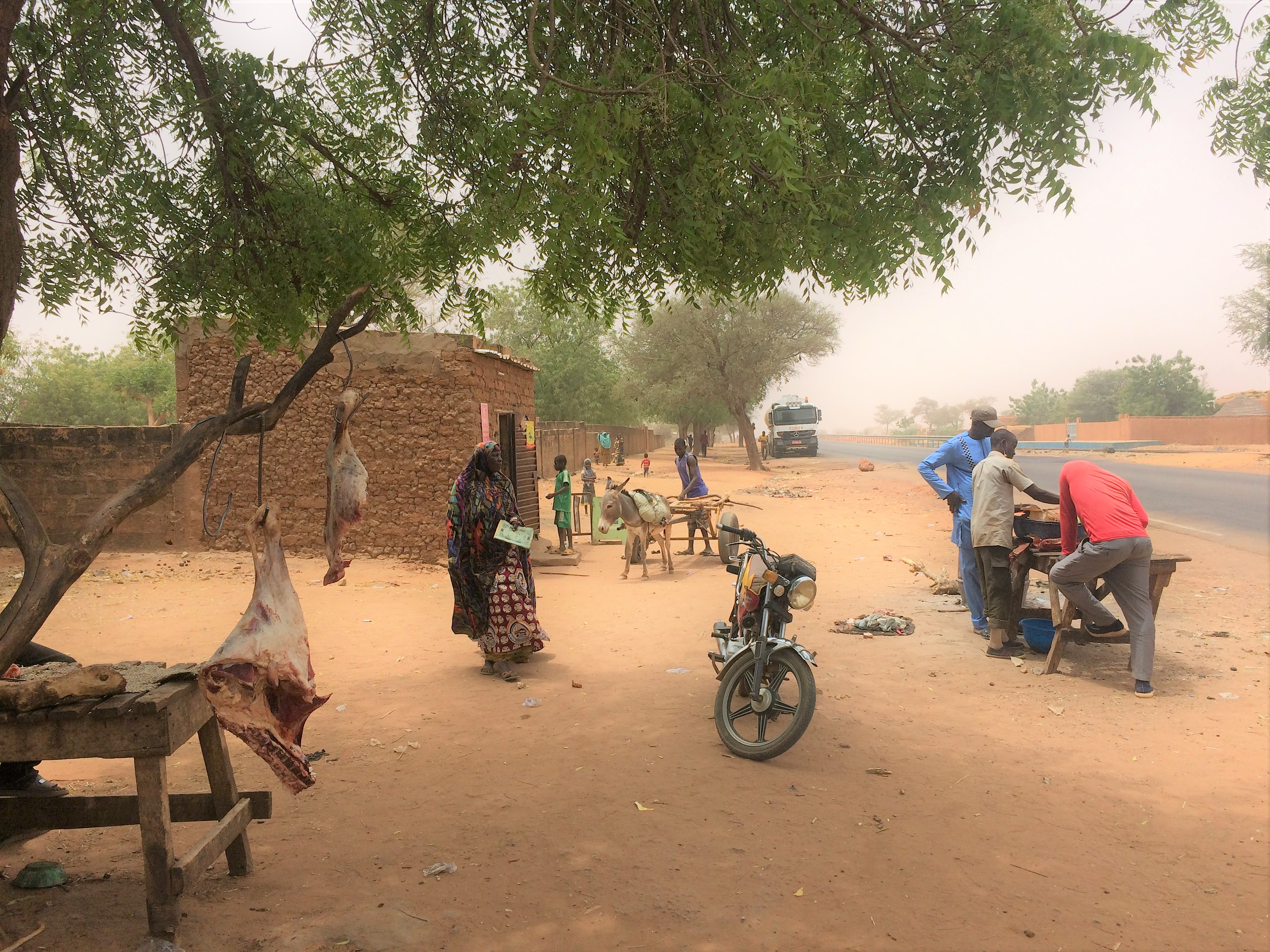
Straßenszene an der Nationalstraße 1 in Guéssélbodi Dabaga (2019)

Ein Brunnen ist für die Viehwirtschaft ausgewiesen. Es gibt eine Grundschule im Dorf. Diese war in den 1970er Jahren an einem groß angelegten Schulfernsehen-Projekt beteiligt, aus dem das erste nationale Fernsehprogramm der staatlichen Rundfunkanstalt ORTN hervorging. Durch Guéssélbodi Dabaga verläuft die asphaltierte Nationalstraße 1, die mit 1601,7 Kilometern längste Fernstraße Nigers.